# دانيلو أستوري
دانيلو أستوري (بالإسبانية: Danilo Astori) وهو نائب الرئيس لجمهورية أوروغواي الشرقية ولد في 6 سبتمبر 1940 في مونتيفيديو.